# Gene Sheldon
Gene Sheldon (ur. 1 lutego 1908 w Columbus w stanie Ohio, zm. 1 maja 1982 w Los Angeles w stanie Kalifornia) – amerykański aktor filmowy i telewizyjny; odtwórca roli Bernardo; niemego służącego Don Diego de la Vegi w serialu wytwórni Walta Disneya Zorro (1957-59).
Zmarł na zawał serca w wieku 74 lat.